# Democracia de Jefferson

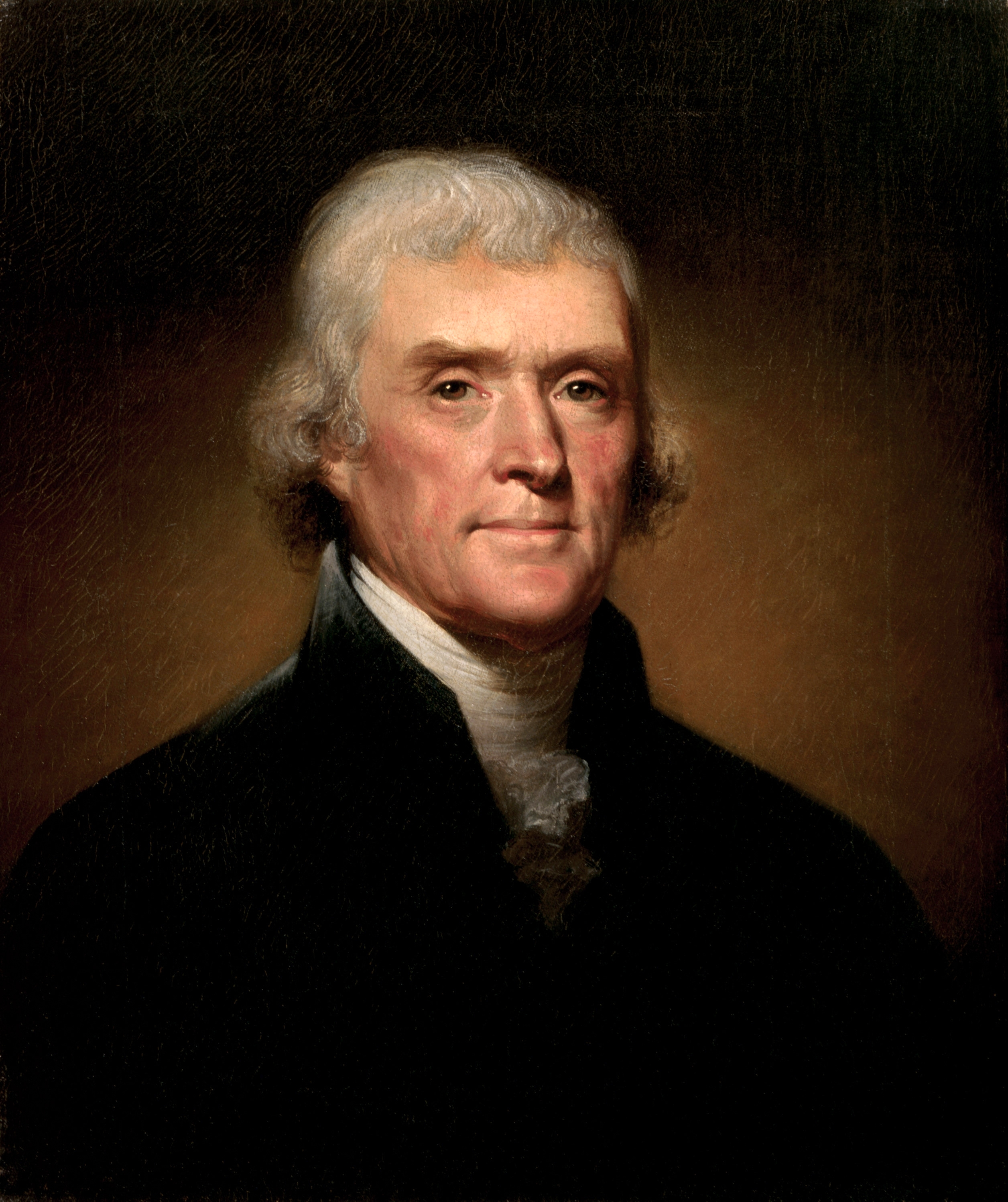
Retrato de Thomas Jefferson (1800), por Rembrandt Peale.

Democracia de Jefferson o Democracia jeffersoniana, nombrada en honor a su defensor Thomas Jefferson, fue una de las dos perspectivas y movimientos políticos dominantes en los Estados Unidos desde la década de 1790 hasta la de 1820. Los jeffersonianos estaban profundamente comprometidos con el republicanismo estadounidense, lo que significaba oposición a lo que consideraban artificial, aristocracia, oposición a la corrupción e insistencia en la virtud, con una prioridad para el " granjero de yeoman", y la gente llana". Eran antagonistas del elitismo aristocrático de los comerciantes, banqueros y fabricantes, desconfiaban de los trabajadores de las fábricas y estaban al acecho de los partidarios del Sistema Westminster
El término se usó comúnmente para referirse al Partido Demócrata-Republicano (llamado formalmente el "Partido Republicano"), que Jefferson fundó en oposición al Partido Federalista de Alexander Hamilton. Al comienzo de la era jeffersoniana, solo dos estados (Vermont y Kentucky) habían establecido el sufragio masculino blanco universal al abolir los requisitos de propiedad. Al final del período, más de la mitad de los estados habían seguido su ejemplo, incluidos prácticamente todos los estados del Viejo Noroeste. Luego, los estados también pasaron a permitir el voto popular para las elecciones presidenciales, sondeando a los votantes con un estilo más moderno. El partido de Jefferson, conocido hoy como Partido Demócrata-Republicano, tenía entonces el control total del aparato de gobierno desde la legislatura estatal y el ayuntamiento hasta la Casa Blanca.
La democracia jeffersoniana persistió como un elemento del Partido Demócrata hasta principios del siglo XX, como lo ejemplifica el surgimiento de la democracia Jacksoniana y las tres candidaturas presidenciales de William Jennings Bryan. Sus temas continúan resonando en el siglo XXI, ahora también entre el  Libertario y el  Republicanos.

## Posiciones
Jefferson ha sido llamado "el más democrático de los Padres Fundadores". Los jeffersonianos abogaron por una interpretación estrecha de las disposiciones del Artículo uno de la Constitución de los Estados Unidos que otorgan poderes al gobierno federal. Se opusieron enérgicamente al Partido Federalista, dirigido por el Secretario del Tesoro Alexander Hamilton. El presidente George Washington generalmente apoyó el programa de Hamilton para un gobierno nacional financieramente fuerte. La elección de Jefferson en 1800, a la que llamó "la revolución de 1800", trajo la presidencia de Thomas Jefferson y el eclipse permanente de los federalistas.
La "democracia jeffersoniana" es un término general y algunas facciones favorecieron algunas posiciones más que otras. Aunque tenían principios y creencias fundamentales sostenidas con vehemencia, los jeffersonianos tenían facciones que disputaban el verdadero significado de su credo. Por ejemplo, durante la Guerra de 1812 se hizo evidente que las unidades de milicias estatales independientes eran inadecuadas para llevar a cabo una guerra seria contra un país importante. El nuevo Secretario de Guerra John C. Calhoun, un jeffersoniano, propuso construir el Ejército. Con el apoyo de la mayoría de los republicanos en el Congreso, se salió con la suya. Sin embargo, la facción del "Viejo Republicano", afirmando ser fiel a los Principios del 98 de Jefferson, luchó contra él y redujo el tamaño del Ejército después de que España vendiera Florida a los Estados Unidos.
Los historiadores caracterizan la democracia jeffersoniana por incluir los siguientes ideales centrales:
- El valor político central de Estados Unidos es el republicanismo (republicanismo)  -  los ciudadanos tienen el deber cívico de ayudar al estado y resistir la corrupción, especialmente el monarquismo y la aristocracia.[8]
- Los valores jeffersonianos se expresan mejor a través de un partido político organizado. El partido de Jefferson era oficialmente el "Partido Republicano" (los estudiosos más tarde lo llamaron Partido Republicano-Demócrata para diferenciarlo del Partido Republicano de Lincoln posterior).[9]
- Era deber de los ciudadanos votar y los jeffersonianos inventaron muchas técnicas de campaña modernas diseñadas para sacar votos. De hecho, la participación se disparó en todo el país.[10] El trabajo de John J. Beckley, el agente de Jefferson en Pennsylvania, estableció nuevos estándares en la década de 1790. En las elecciones presidenciales de 1796, cubrió el estado con agentes que repartieron 30.000 boletos escritos a mano, nombrando a los 15 electores (no se permitieron boletos impresos). Los historiadores consideran a Beckley como uno de los primeros directores de campaña profesionales estadounidenses y sus técnicas se adoptaron rápidamente en otros estados.[11]
- El Partido Federalista, especialmente su líder Alexander Hamilton, fue su archienemigo debido a su aceptación de la aristocracia y los métodos británicos.
- El gobierno nacional es una necesidad peligrosa que debe instituirse para el beneficio común, la protección y la seguridad del pueblo, la nación o la comunidad  -  debe ser vigilado de cerca y circunscrito en sus poderes. La mayoría de los antifederalistas (antifederalistas) entre 1787 y 1788 se unieron a los jeffersonianos.[12]
- La separación de la iglesia y el estado es el mejor método para mantener al gobierno libre de disputas religiosas y la religión libre de corrupción por parte del gobierno.[13]
- El gobierno federal no debe violar los  derechos de las personas. La  Declaración de derechos es un tema central.[14]
- El gobierno federal no debe violar los derechos de los estados. Las Resoluciones de Kentucky y Virginia de 1798 (escritas en secreto por Jefferson y James Madison) proclaman estos principios.[15]
- La libertad de expresión y  la prensa son los mejores métodos para evitar la tiranía del pueblo por parte de su propio gobierno. La violación de esta libertad por parte de los federalistas a través de las Leyes de Extranjería y Sedición de 1798 se convirtió en un problema importante.[16]
- El Yeoman granjero ejemplifica mejor la virtud cívica y la independencia de las influencias corruptas de la ciudad  -  la política del gobierno debería ser para su beneficio. Financieros, banqueros e industriales hacen de las ciudades "pozos negros de corrupción" y deben evitarse.[17]

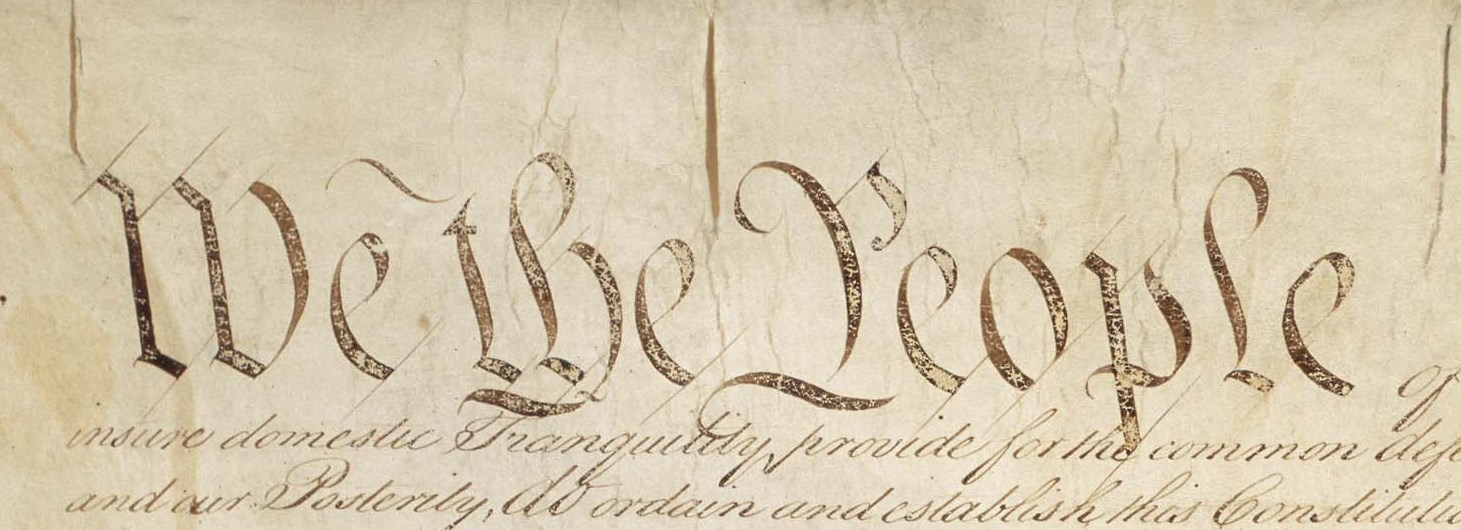
"We the People" in an original edition of the U.S. Constitution

- La Constitución de los Estados Unidos fue escrita con el fin de garantizar la libertad del pueblo. Sin embargo, como Jefferson escribió a James Madison en 1789, "ninguna sociedad puede hacer una constitución perpetua o incluso una ley perpetua. La tierra pertenece siempre a la generación viviente".[18]
- Todos los hombres tienen derecho a estar informados y, por tanto, a tener voz en el gobierno. La protección y expansión de la libertad humana fue uno de los principales objetivos de los jeffersonianos. También reformaron sus respectivos sistemas estatales de educación. Creían que sus ciudadanos tenían derecho a la educación sin importar sus circunstancias o situación en la vida.[19]
- El poder judicial debe estar subordinado a los poderes electos y la Corte Suprema no debe tener el poder de derogar leyes aprobadas por el Congreso. Los jeffersonianos perdieron esta batalla ante el presidente del Tribunal Supremo John Marshall, un federalista, que dominó la Corte desde 1801 hasta su muerte en 1835.[20]

### La política exterior
Los jeffersonianos también tenían una política exterior distinta:
- Los estadounidenses tenían el deber de difundir lo que Jefferson llamó el "Imperio de la libertad" al mundo, pero deberían evitar las alianzas enredadas.[23]
- Gran Bretaña era la mayor amenaza, especialmente su monarquía, aristocracia, corrupción y métodos comerciales ”-“ el Tratado de Jay de 1794 era demasiado favorable para Gran Bretaña y por lo tanto amenazaba los valores estadounidenses.[24]
- Con respecto a la Revolución francesa, su devoción a los principios del republicanismo, la libertad, la igualdad y la fraternidad hizo de Francia la nación europea ideal. Según Michael Hardt, "el apoyo de Jefferson a la Revolución Francesa a menudo sirve en su mente como una defensa del republicanismo contra el monarquismo de los anglófilos".[25] Por otro lado, Napoleón era la antítesis del republicanismo y no podía ser apoyado.[26][27]
- Los derechos de navegación en el río Misisipi fueron fundamentales para los intereses nacionales estadounidenses. El control de España era tolerable "-" el control de Francia era inaceptable. La Compra de Luisiana fue una oportunidad inesperada para garantizar esos derechos que los jeffersonianos se apoderaron de inmediato.
- Un ejército permanente es peligroso para la libertad y debería evitarse  -  mucho mejor era usar coerción económica como el sanciones económicas y embargos.[28]
- La mayoría de los jeffersonianos argumentaron que una marina de alta mar costosa era innecesaria, ya que las cañoneras baratas, las baterías flotantes, las baterías móviles y las fortificaciones costeras podían defender los puertos sin la tentación de participar en guerras distantes. El propio Jefferson, sin embargo, quería algunas fragatas para proteger la navegación estadounidense contra los piratas de Berbería en el Mediterráneo.[29][30]
- La milicia no profesional controlada localmente era adecuada para defender a la nación de la invasión. Después de que la milicia demostró ser inadecuada en la Guerra de 1812, el presidente Madison expandió el ejército nacional por el tiempo.[31]

### Expansión hacia el oeste
La Expansión territorial de los Estados Unidos era un objetivo principal de los jeffersonianos porque produciría nuevas tierras agrícolas para los granjeros. Los jeffersonianos querían integrar a los indios en la sociedad estadounidense o trasladar más al oeste a las tribus que se negaban a integrarse. Sin embargo, Sheehan (1974) sostiene que los jeffersonianos, con la mejor de las buenas intenciones hacia los indios, destruyeron sus culturas distintivas con su benevolencia equivocada.

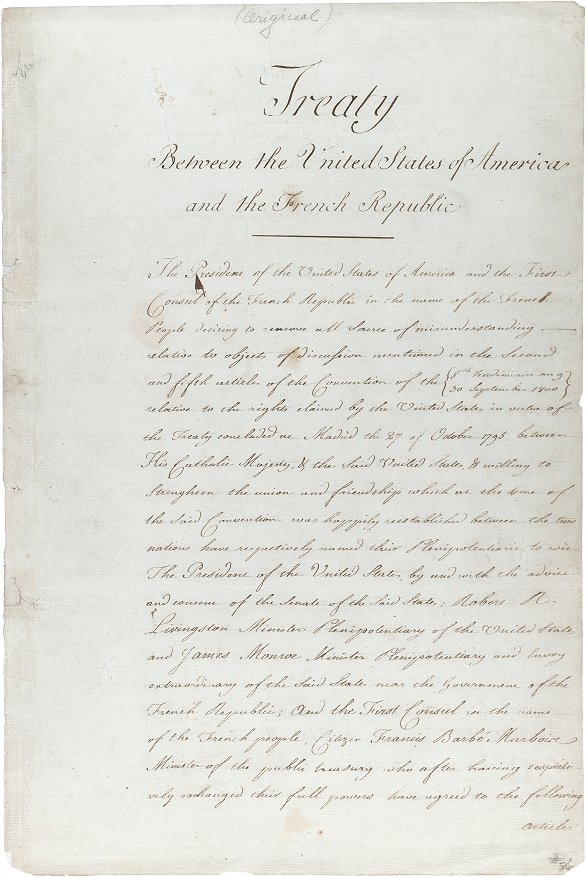
El tratado original de la Compra de Luisiana

Los jeffersonianos se enorgullecieron enormemente del trato que alcanzaron con Francia en la Compra de Luisiana de 1803. Abrió vastas y nuevas tierras de cultivo fértiles desde Luisiana hasta Montana. Jefferson veía a Occidente como una válvula de seguridad económica que permitiría a las personas del concurrido Oriente poseer granjas. Sin embargo, los intereses políticos establecidos de Nueva Inglaterra temían el crecimiento de Occidente y una mayoría en el Partido Federalista se opuso a la compra. Los jeffersonianos pensaban que el nuevo territorio les ayudaría a mantener su visión de la sociedad republicana ideal, basada en el comercio agrícola, gobernada con ligeridad y promoviendo la autosuficiencia y la virtud.
El sueño de los Jeffersonianos no se hizo realidad ya que la Compra de Luisiana fue un punto de inflexión en la historia del imperialismo estadounidense. Los agricultores con quienes Jefferson se identificó conquistaron Occidente, a menudo mediante la violencia contra los nativos americanos. El propio Jefferson simpatizaba con los nativos americanos, pero eso no le impidió promulgar políticas que continuarían la tendencia hacia el despojo de sus tierras.

### Política económica
Los agrarios jeffersonianos sostenían que la economía de los Estados Unidos debería depender más de la agricultura para los productos estratégicos que de la industria. Jefferson creía específicamente: "Los que trabajan en la tierra son el pueblo elegido de Dios, si alguna vez tuvo un pueblo elegido, cuyo pecho ha hecho su depósito peculiar para la virtud sustancial y genuina". Sin embargo, los ideales jeffersonianos no se oponen a todas las manufacturas, más bien creía que todas las personas tienen derecho a trabajar para su propia subsistencia y que un sistema económico que socava ese derecho es inaceptable.
La creencia de Jefferson era que la expansión ilimitada del comercio y la industria conduciría al crecimiento de una clase de trabajadores asalariados que dependían de otros para obtener ingresos y sustento. Los trabajadores ya no serían votantes independientes. Jefferson temía que tal situación dejaría al pueblo estadounidense vulnerable a la subyugación política y la manipulación económica. La solución que se le ocurrió a Jefferson fue, como señaló el académico Clay Jenkinson, "un impuesto sobre la renta graduado que desincentivaría las vastas acumulaciones de riqueza y haría que los fondos estuvieran disponibles para algún tipo de redistribución benigna a la baja", así como aranceles sobre los artículos importados, que fueran comprados principalmente por los ricos. En 1811, Jefferson escribió a un amigo:

Estos ingresos se cobrarán íntegramente a los ricos… Los ricos solo utilizan artículos importados, y solo sobre estos se recaudan todos los impuestos del Gobierno General. El pobre… no paga ni un céntimo de impuestos al Gobierno General, sino sobre su salario.

Del mismo modo, Jefferson tenía puntos de vista proteccionistas sobre el comercio internacional. Creía que la dependencia económica de Europa no solo disminuiría la virtud de la república, sino que Estados Unidos tenía una abundancia de recursos naturales que los estadounidenses deberían poder cultivar y utilizar para satisfacer sus propias necesidades. Además, la exportación de mercancías por buques mercantes creaba riesgos de captura por piratas y ejércitos extranjeros, lo que requeriría una costosa marina para protegerse. Por último, él y otros jeffersonianos creían en el poder de los embargos como un medio para infligir castigo a naciones extranjeras hostiles. Jefferson prefirió estos métodos de coerción a la guerra.

### Gobierno limitado

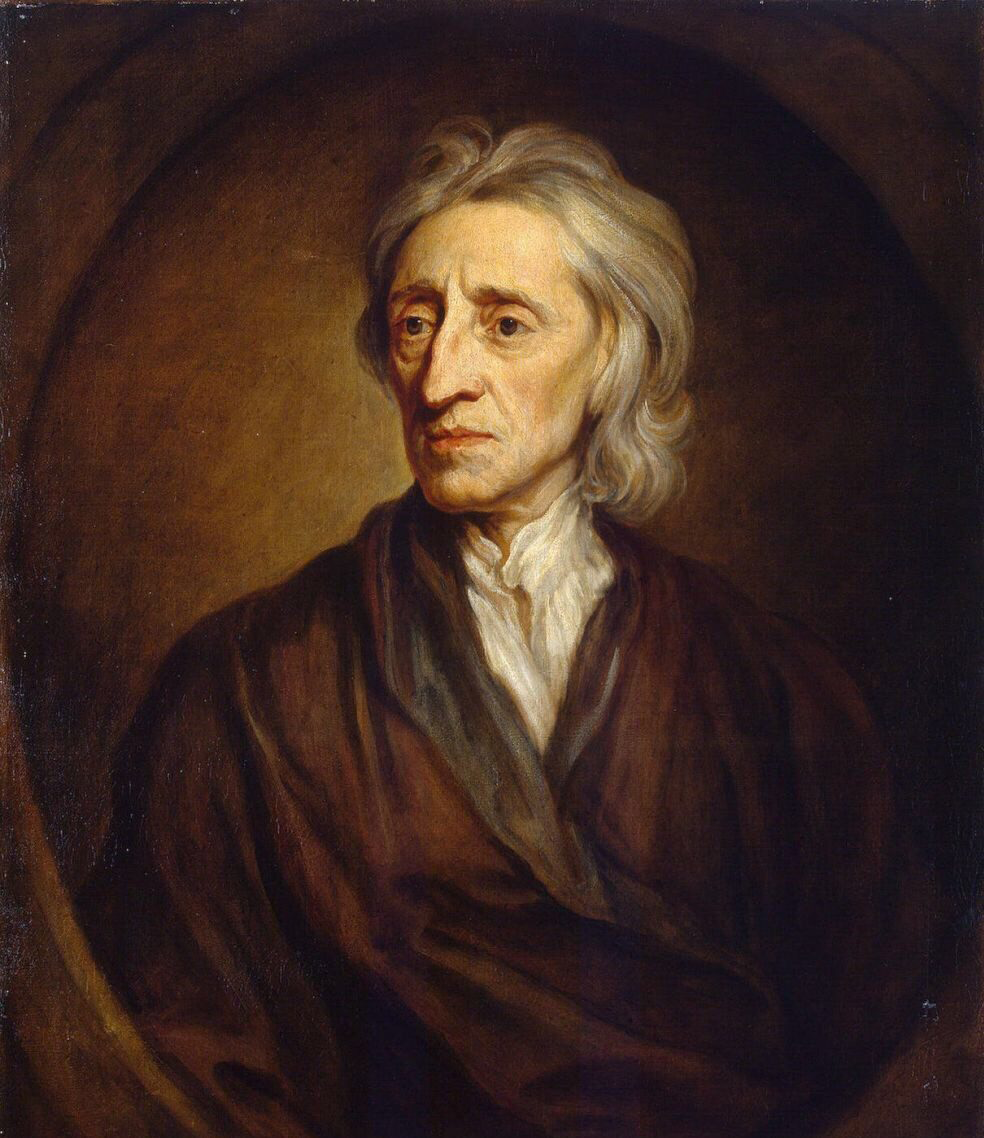
Los pensamientos de Jefferson sobre el gobierno limitado fueron influenciados por el filósofo político inglés del John Locke (en la foto)

Mientras que los federalistas abogaban por un gobierno central fuerte, los jeffersonianos abogaban por gobiernos estatales y locales fuertes y un gobierno federal débil. La autosuficiencia, el autogobierno y la responsabilidad individual estaban en la cosmovisión jeffersoniana entre los ideales más importantes que formaron la base de la Revolución Americana. En opinión de Jefferson, el gobierno federal no debería lograr nada que pudieran lograr los individuos a nivel local. El gobierno federal concentraría sus esfuerzos únicamente en proyectos nacionales e internacionales. La defensa de Jefferson de un gobierno limitado condujo a fuertes desacuerdos con figuras federalistas como Alexander Hamilton. Jefferson sintió que Hamilton favorecía la plutocracia y la creación de una aristocracia poderosa en los Estados Unidos que acumularía un poder cada vez mayor hasta que el orden político y social de los Estados Unidos se volviera indistinguible de los del Viejo Mundo.
Después del escepticismo inicial, Jefferson apoyó la ratificación de la Constitución de los Estados Unidos y apoyó especialmente su énfasis en el sistema de controles y contrapesos. La ratificación de la Declaración de Derechos de los Estados Unidos, especialmente la Primera Enmienda a la Constitución de los Estados Unidos, le dio a Jefferson una confianza aún mayor en el documento. Los jeffersonianos favorecieron una interpretación de limitación estricta de los poderes del gobierno federal descritos en el Artículo I de la Constitución. Por ejemplo, Jefferson una vez escribió una carta a Charles Willson Peale explicando que aunque un museo nacional al estilo Smithsoniano sería un recurso maravilloso, no podía apoyar el uso de fondos federales para construir y mantener tal proyecto. El "construccionismo estricto" de hoy es un descendiente remoto de las opiniones de Jefferson.

## Política y facciones

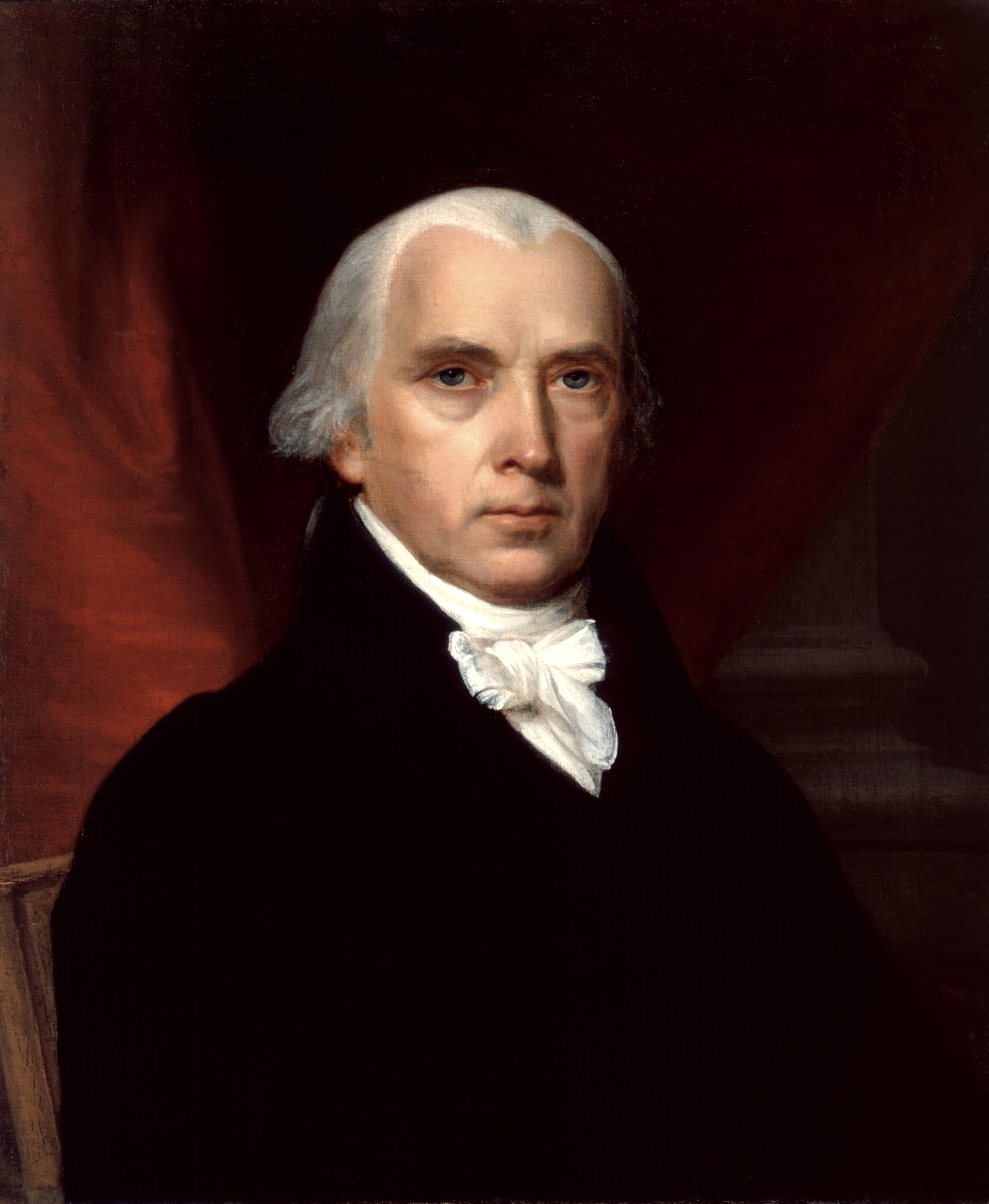
James Madison

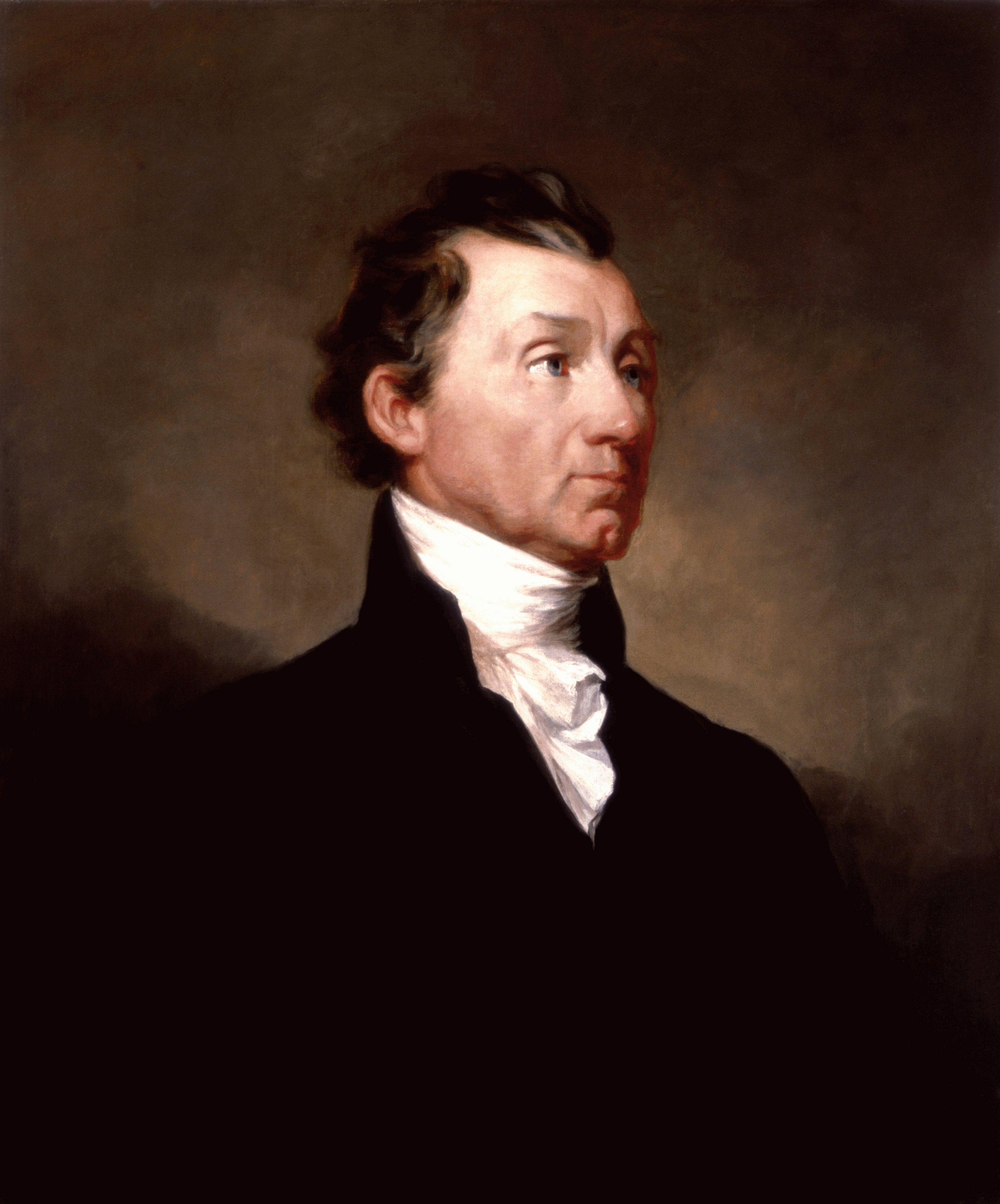
James Monroe

El espíritu de la democracia jeffersoniana dominó la política estadounidense de 1800 a 1824, el Primer sistema de partidos, bajo Jefferson y los presidentes sucesivos James Madison y James Monroe. Los jeffersonianos demostraron ser mucho más exitosos que los federalistas en la construcción de organizaciones de partidos estatales y locales que unieron a varias facciones. Los votantes de todos los estados formaron bloques leales a la coalición jeffersoniana.
Entre los voceros prominentes de los principios jeffersonianos se encuentran Madison, Albert Gallatin, John Randolph de Roanoke, Nathaniel Macon, John Taylor de Caroline y James Monroe, así como John C. Calhoun, John Quincy Adams y Henry Clay (con los tres últimos tomando nuevos caminos después de 1828).
Randolph fue el líder jeffersoniano en el Congreso de 1801 a 1815, pero luego rompió con Jefferson y formó su propia facción " Tertium Quids" porque pensó que el presidente ya no se adhirió a los verdaderos principios jeffersonianos de 1798. Los Quid querían castigar y despedir activamente a los federalistas en el gobierno y en los tribunales. El propio Jefferson se puso del lado de la facción moderada ejemplificada por figuras como Madison, que eran mucho más conciliadoras con el federalismo.
Después de que la administración de Madison experimentó serios problemas para financiar la Guerra de 1812 y descubrió que el ejército y la milicia no podían hacer la guerra de manera efectiva, surgió una nueva generación de nacionalistas republicanos. Fueron apoyados por el presidente James Monroe, un jeffersoniano original; e incluyó a John Quincy Adams, Henry Clay y John C. Calhoun. En 1824, Adams derrotó a Andrew Jackson, que tenía el apoyo de Quids; y en unos pocos años habían surgido dos partidos sucesores, el Partido Demócrata, que formuló la democracia Jacksoniana y que todavía existe; y Partido Whig de Henry Clay (Estados Unidos). Su competencia marcó el Second Party System.
Después de 1830, todavía se hablaba de los principios, pero no formaban la base de un partido político, por lo que el editor Horace Greeley en 1838 comenzó una revista, "The Jeffersonian", que dijo "exhibiría una consideración práctica por ese principio cardinal de la democracia jeffersoniana, y el pueblo es el único y seguro depositario de todo poder, principios y opiniones que han de dirigir al gobierno ".

## Principios de Jefferson
La democracia jeffersoniana no fue una operación de un solo hombre. Era un gran partido político con muchos líderes locales y estatales y varias facciones, y no siempre estaban de acuerdo con Jefferson o entre ellos.
Jefferson fue acusado de inconsistencias por sus oponentes. Los "viejos republicanos" dijeron que abandonó los Principios de 1798. Creía que las preocupaciones de seguridad nacional eran tan urgentes que era necesario comprar Louisiana sin esperar una enmienda constitucional. Amplió el poder federal a través de la Ley de Embargo de 1807 que se hizo cumplir intrusivamente. Idealizó al "granjero" a pesar de ser un caballero propietario de una plantación. Numerosos historiadores han señalado las disparidades entre la filosofía y la práctica de Jefferson. Staaloff propuso que se debía a que era un proto -  Romántico; John Quincy Adams afirmó que era una manifestación de pura hipocresía, o "flexibilidad de principios"; y Bailyn afirma que simplemente representaba una contradicción con Jefferson, que él era "simultáneamente un idealista utópico radical y un político testarudo, hábil, a veces astuto". Sin embargo, Jenkinson argumentó que las fallas personales de Jefferson no deberían influir en los pensadores actuales para que ignoren los ideales jeffersonianos.
Kuehnelt-Leddihn, un noble europeo que se opuso a la democracia, sostiene que "democracia jeffersoniana" es un nombre inapropiado porque Jefferson no era un demócrata, pero de hecho creía en el gobierno de una élite: "Jefferson en realidad era un romántico agrario que soñaba con una república gobernada por una élite de carácter e intelecto ".
El historiador Sean Wilentz sostiene que, como político práctico elegido para servir a la gente, Jefferson tuvo que negociar soluciones, no insistir en su propia versión de posiciones abstractas. El resultado, argumenta Wilentz, fue "respuestas flexibles a eventos imprevistos ... en la búsqueda de ideales que van desde la ampliación de oportunidades para la masa de estadounidenses comunes e industriosos hasta evitar la guerra por principios".
Los historiadores han descrito durante mucho tiempo la contienda entre Jefferson y Hamilton como un símbolo de la política, la filosofía política, las políticas económicas y la dirección futura de los Estados Unidos. En 2010,  Wilentz identificó una tendencia académica a favor de Hamilton:

"En los últimos años, Hamilton y su reputación han ganado decididamente la iniciativa entre los académicos que lo retratan como el arquitecto visionario de la economía capitalista liberal moderna y de un gobierno federal dinámico encabezado por un ejecutivo enérgico. Jefferson y sus aliados, por el contrario, han parecen idealistas ingenuos y soñadores. En el mejor de los casos, según muchos historiadores, los jeffersonianos eran utópicos reaccionarios que resistieron la avalancha de la modernidad capitalista con la esperanza de convertir a Estados Unidos en una arcadia de granjeros Arcadia (utopía), eran racistas a favor de la esclavitud que deseaban librar a Occidente de los indios, expandir el imperio de la esclavitud y mantener el poder político en manos locales; tanto mejor para expandir la institución de la esclavitud y proteger los derechos de los esclavistas a la propiedad humana.

Joseph Ellis escribió que los desarrollos en urbanización e industrialización que ocurrieron durante el cambio de siglo XX han hecho que el sueño agrario de Jefferson sea irrelevante.
Jefferson resumió sus principios esenciales de gobierno en su primer discurso inaugural el 4 de marzo de 1801, cuando expuso sobre "los principios esenciales de nuestro Gobierno y, en consecuencia, los que deben dar forma a su Administración", afirmando:

Justicia igual y exacta para todos los hombres, de cualquier estado o convicción, religiosa o política; paz, comercio y amistad honesta con todas las naciones, enredando alianzas con ninguna; el apoyo de los gobiernos estatales en todos sus derechos, como las administraciones más competentes para nuestras preocupaciones internas y los baluartes más seguros contra las tendencias anti-republicanas; la preservación del Gobierno General en todo su vigor constitucional, como hoja ancla de nuestra paz en casa y seguridad en el exterior; un celoso cuidado del derecho de elección del pueblo ...; aquiescencia absoluta en las decisiones de la mayoría ... una milicia bien disciplinada, nuestra mejor confianza en la paz y en los primeros momentos de guerra hasta que los habituales puedan relevarlos; la supremacía de la autoridad civil sobre la militar; economía en el gasto público, que el trabajo puede ser ligeramente reforzado; el pago honesto de nuestras deudas y la preservación sagrada de la fe pública; fomento de la agricultura y del comercio; la difusión de información y acusación de todos los abusos en la barra de la razón pública; libertad de religión; libertad de prensa y libertad personal bajo la protección del habeas corpus, y juicio por jurados seleccionados imparcialmente.

### Historiografía
- Cogliano, Francis D. ed. A Companion to Thomas Jefferson (2012), 648 pp; 34 essays by scholars focusing on how historians have handled Jefferson. online
- Robertson, Andrew W. "Afterword: Reconceptualizing Jeffersonian Democracy," Journal of the Early Republic (2013) 33#2 pp. 317–34 on recent voting studies online

- Datos: Q3278039